# Стівен Барклі
Стівен Пол Барклі (англ. Stephen Paul Barclay; нар. 3 травня 1972, Літем Сент-Еннс, Ланкашир, Англія) — британський політик-консерватор, член парламенту від виборчого округу Норт-Іст Кембриджшир з 2010 р. 16 листопада 2018 р. Барклі був призначений міністром з питань Brexit після відставки Домініка Раба. З січня по листопад 2018 р. він обіймав посаду молодшого міністра у Міністерстві охорони здоров'я та соціальної допомоги.

## Біографія
Барклі — наймолодший з трьох братів. Його батько був представником профспілки, а мати працювала на державній службі.
Він приєднався до Британської армії, відвідував Королівську військову академію в Сандгерсті. Барклі вивчав історію у Кембриджському університеті, закінчив юридичний коледж у Честері. У 1998 р. він отримав кваліфікацію соліситора.
Працював у Royal Exchange, Axa Insurance, Financial Services Authority і Barclays, де очолював боротьбу з відмиванням грошей.
У 1994 р. Барклі приєднався до Консервативної партії. Лорд-комісар Казначейства з липня 2016 р. по червень 2017 р., економічний секретар Казначейства з червня 2017 р. по січень 2018 р.
Барклі і його дружина Карен мають сина і двох доньок.